# Giovedì santo
Il Giovedì santo è nella quasi totalità delle confessioni cristiane il giovedì precedente la Domenica di Pasqua. Tale giovedì:
- nell'anno liturgico romano della Chiesa cattolica è inoltre denominato in latino Feria Quinta in Cena Domini (in italiano "Giovedì della Cena del Signore")[2];
- nella Chiesa ortodossa viene indicato con la denominazione di "Santo e Grande Giovedì'";
- nell'anno liturgico del rito ambrosiano della Chiesa cattolica è l’ultimo dei 40 giorni della quaresima.

## Nomi nelle varie lingue

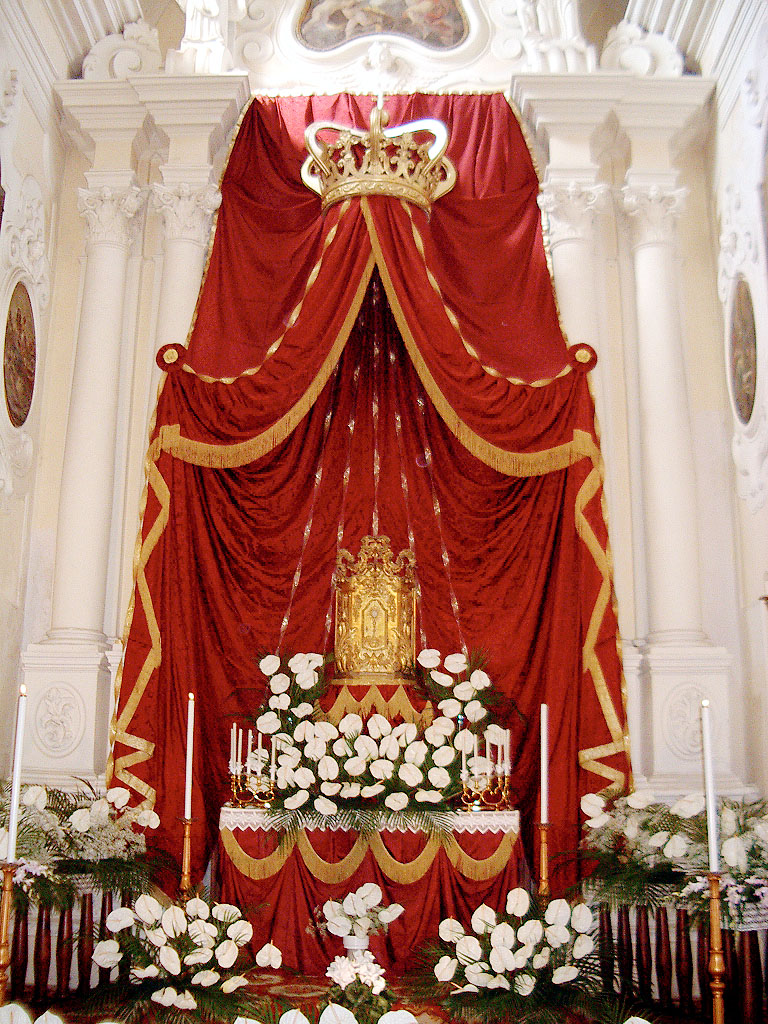
Allestimenti per il Giovedì Santo nella Chiesa Arciconfraternale della Santissima Trinità e delle Anime del Purgatorio di Gallipoli

La nozione del giovedì santo ha anche un uso civile, tanto che in Danimarca e in Norvegia è una ricorrenza cristiana civilmente riconosciuta: una situazione simile si verifica in Spagna dove però civilmente è una festività parziale. Per tutte queste ragioni la nozione di giovedì santo è presente in varie lingue, in alcune delle quali mantiene una denominazione corrispondente a giovedì santo mentre in altre la denominazione non è corrispondente. Di seguito un elenco:
| lingua     | nome                                          | significato letterale                |
| ---------- | --------------------------------------------- | ------------------------------------ |
| ceco       | Zelený čtvrtek                                | giovedì verde                        |
| croato     | Veliki četvrtak                               | grande giovedì                       |
| francese   | Jeudi saint                                   | giovedì santo                        |
| friulano   | Joibe Sante                                   | giovedì santo                        |
| inglese    | Holy Thursday, Maundy Thursday                | giovedì santo, giovedì del mandato   |
| olandese   | Witte Donderdag                               | giovedì bianco                       |
| picardo    | Judi saint                                    | giovedì santo                        |
| piemontese | Giòbia Sant                                   | giovedì santo                        |
| polacco    | Wielki Czwartek                               | grande giovedì                       |
| portoghese | Quinta-Feira Santa, Quinta-Feira de Endoenças | giovedì santo, giovedì di indulgenze |
| rumena     | Joia Sfântă, Joia Mare                        | giovedì santo, grande giovedì        |
| siciliano  | Jovidìa Santu Jioviri Santu (nel trapanese)   | giovedì santo                        |
| slovacco   | Zelený štvrtok                                | giovedì verde                        |
| sloveno    | Veliki Četrtek                                | grande giovedì                       |
| spagnolo   | Jueves Santo                                  | giovedì santo                        |
| svedese    | Skärtorsdagen                                 | giovedì rosa                         |
| tedesco    | Gründonnerstag                                | giovedì verde                        |
| ungherese  | Nagycsütörtök                                 | grande giovedì                       |

## Data del giovedì santo
| Anno | Chiesa cattolica e protestantesimo | Chiesa ortodossa |
| ---- | ---------------------------------- | ---------------- |
| 2000 | 20 aprile                          | 27 aprile        |
| 2001 | 12 aprile                          | 12 aprile        |
| 2002 | 28 marzo                           | 2 maggio         |
| 2003 | 17 aprile                          | 24 aprile        |
| 2004 | 8 aprile                           | 8 aprile         |
| 2005 | 24 marzo                           | 28 aprile        |
| 2006 | 13 aprile                          | 20 aprile        |
| 2007 | 5 aprile                           | 5 aprile         |
| 2008 | 20 marzo                           | 24 aprile        |
| 2009 | 9 aprile                           | 16 aprile        |
| 2010 | 1º aprile                          | 1º aprile        |
| 2011 | 21 aprile                          | 21 aprile        |
| 2012 | 5 aprile                           | 12 aprile        |
| 2013 | 28 marzo                           | 2 maggio         |
| 2014 | 17 aprile                          | 17 aprile        |
| 2015 | 2 aprile                           | 9 aprile         |
| 2016 | 24 marzo                           | 28 aprile        |
| 2017 | 13 aprile                          | 13 aprile        |
| 2018 | 29 marzo                           | 5 aprile         |
| 2019 | 18 aprile                          | 25 aprile        |
| 2020 | 9 aprile                           | 16 aprile        |
| 2025 | 17 aprile                          | 17 aprile        |

Il giovedì santo è una ricorrenza mobile in quanto collegata con la Domenica di Pasqua, per cui la data varia di anno in anno anche se cade sempre nei mesi di marzo o di aprile. Normalmente la Domenica di Pasqua non cade nella stessa data per tutte le confessioni cristiane, per cui normalmente anche il giovedì santo non cade nella stessa data per tutte le confessioni cristiane. Siccome, in ordine alla data della Pasqua e quindi del giovedì santo, le confessioni cristiane più numerose sono solite essere divise in due gruppi, nei due elenchi seguenti si fa riferimento alla confessione cristiana più rappresentativa del proprio gruppo, ossia la Chiesa cattolica con le chiese protestanti, e la Chiesa ortodossa:

## Nella Chiesa cattolica
Nel giovedì santo si ricorda l'istituzione dell'Eucaristia e del ministero ordinato, come pure la consegna ai discepoli del comandamento dell'amore (Gv 13,34). Per queste ragioni nel giovedì santo viene celebrata la Giornata sacerdotale.
Il giovedì santo è caratterizzato soprattutto dalla messa nella Cena del Signore: in questo giorno non si può celebrare la Messa secondo altri formulari.  La santa Comunione può essere distribuita solo nella Messa, crismale o in Cena Domini, ma agli infermi può essere distribuita in qualunque ora del giorno.
Questo giorno è diviso tra il tempo di Quaresima e il tempo del Triduo Pasquale: è sia l'ultimo giorno di Quaresima che il primo giorno del Triduo Pasquale, ma in modo tale che i due tempi non si sovrappongano: infatti, la Quaresima termina prima che inizi la messa in Cena Domini, con il cui inizio comincia contestualmente il Triduo Pasquale. Invece, prima della riforma liturgica, questo giorno era per intero sia il terzultimo giorno di Quaresima che il primo giorno del triduo sacro.
La Messa in Cena Domini è seguita dall'adorazione del Santissimo Sacramento deposto all'Altare della reposizione.

## Nella Chiesa ortodossa
Nella Chiesa ortodossa in questo giorno viene ricordata l'Ultima Cena, detta anche Mistica Cena,  come pure la consegna ai discepoli del comandamento dell'amore (Gv 13,34). 
L'ufficiatura di questo giorno inizia con il Mattutino, celebrato secondo il Tipico "alla settima ora della notte" (cioè alle due di notte), ma anticipato generalmente al mercoledì sera. Dopo l'inizio consueto del Mattutino quaresimale, si canta tre volte un tropario che depreca il tradimento di Giuda, e quindi subito si legge il Vangelo dell'Ultima Cena secondo Luca (Lc 21,37-22,39). Dopo il salmo 50, il Mattutino prosegue come di consueto con il canone di S. Cosma di Maiuma che canta poeticamente le tematiche del giorno, le Lodi e le toccanti stichire finali che meditano il tradimento e la prossima consegna di Cristo.

Nel primo pomeriggio, o al mattino del Giovedì stesso secondo la prassi, si cantano le Ore e il Vespro, immediatamente seguito dalla Divina Liturgia di S. Basilio. Durante questo Vespro, le cui stichire ancora una volta parlano del tradimento, si leggono tre profezie: dall'Esodo (19,1-19), da Giobbe (38,1-23) e da Isaia (50,4-11, uno dei "carmi del servo sofferente"). Durante la Liturgia, al posto dell'Inno Cherubico, come pure al posto del Communio e del canto dopo la Comunione, si canta tre volte il noto tropario Della tua mistica cena (da cui è tradotta l'antifona ambrosiana Coenae tuae mirabili).
Τοῦ Δείπνου σου τοῦ μυστικοῦ σήμερον, Υἱὲ Θεοῦ, κοινωνόν με παράλαβε· οὐ μὴ γὰρ τοῖς ἐχθροῖς σου τὸ μυστήριον εἴπω· οὐ φίλημά σοι δώσω, καθάπερ ὁ Ἰούδας· ἀλλ᾿ ὡς ὁ Λῃστὴς ὁμολογῶ σοι· Μνήσθητί μου, Κύριε, ἐν τῇ βασιλείᾳ σου.
Ве́чери Твоея́ та́йныя днесь, Сы́не Бо́жий, прича́стника мя приими́; не бо враго́м Твои́м та́йну пове́м, ни лобза́ния Ти дам, я́ко Иу́да, но я́ко разбо́йник испове́даю Тя: Помяни́ мя, Го́споди, во Ца́рствии Твое́м.
Della tua mistica cena oggi, o Figlio di Dio, accoglimi partecipe: non rivelerò difatti il tuo mistero ai nemici, né ti darò un bacio come Giuda, ma come il Ladrone ti confesso: Ricordati di me, o Signore, nel tuo regno.
Nelle cattedrali e nei monasteri, dopo la preghiera dietro l'ambone al termine della Liturgia, si celebra anche l'Ufficio della Lavanda dei piedi, un meraviglioso dramma sacro. L'abate o il vescovo si reca nel nartece della chiesa, dove sono preparati gli scanni per 12 preti, o 12 monaci nei monasteri; qui vengono letti un salmo, alcuni tropari, una litania diaconale e una preghiera. Quindi, il diacono legge il racconto della Lavanda dei piedi dal Vangelo di Giovanni, mentre il clero compie i gesti corrispondenti alle parole del Vangelo che vengono via via cantate. Il diacono si ferma nella lettura quando inizia il dialogo tra Gesù e Pietro, che viene recitato dall'abate e dal chierico più anziano tra quelli a cui i piedi vengono lavati, il quale impersona Pietro. Terminato il dialogo, il vescovo o l'abate stesso conclude la lettura del Vangelo, quindi legge una preghiera e asperge tutti i presenti con l'acqua usata per la lavanda. Quindi, tornato il clero in altare, si conclude come di consueto la Liturgia.
Dopodiché i fedeli possono consumare l'ultimo pasto, semifestivo poiché sono permessi l'olio e il vino, prima di iniziare il digiuno completo che accompagnerà le cerimonie del Venerdì Santo e della Passione di Cristo.

## Rievocazioni
Tra le rievocazioni del giovedì santo, si possono ricordare quelle de:
- Lu Giuviddì Sande, che si svolge a Cellino Attanasio in provincia di Teramo,
- la Settimana Santa di Ispica in provincia di Ragusa,
- la Sacra Rappresentazione della Passione del Signore di Marsala, ex "Processione dei Ministri Viventi", detta anche "Processione del Giovedì Santo" e soprannominata "Via Crucis Vivente", che si svolge ogni anno a Marsala (TP) in Sicilia. Essa è una Sacra Rappresentazione e processione statuaria secolare, con la quale vengono rievocate la Passione e la morte di Gesù attraverso recite eseguite da attori popolani che indossano abiti di antica fattura. La Sacra Rappresentazione termina con i simulacri del Cristo morto e dell'Addolorata.

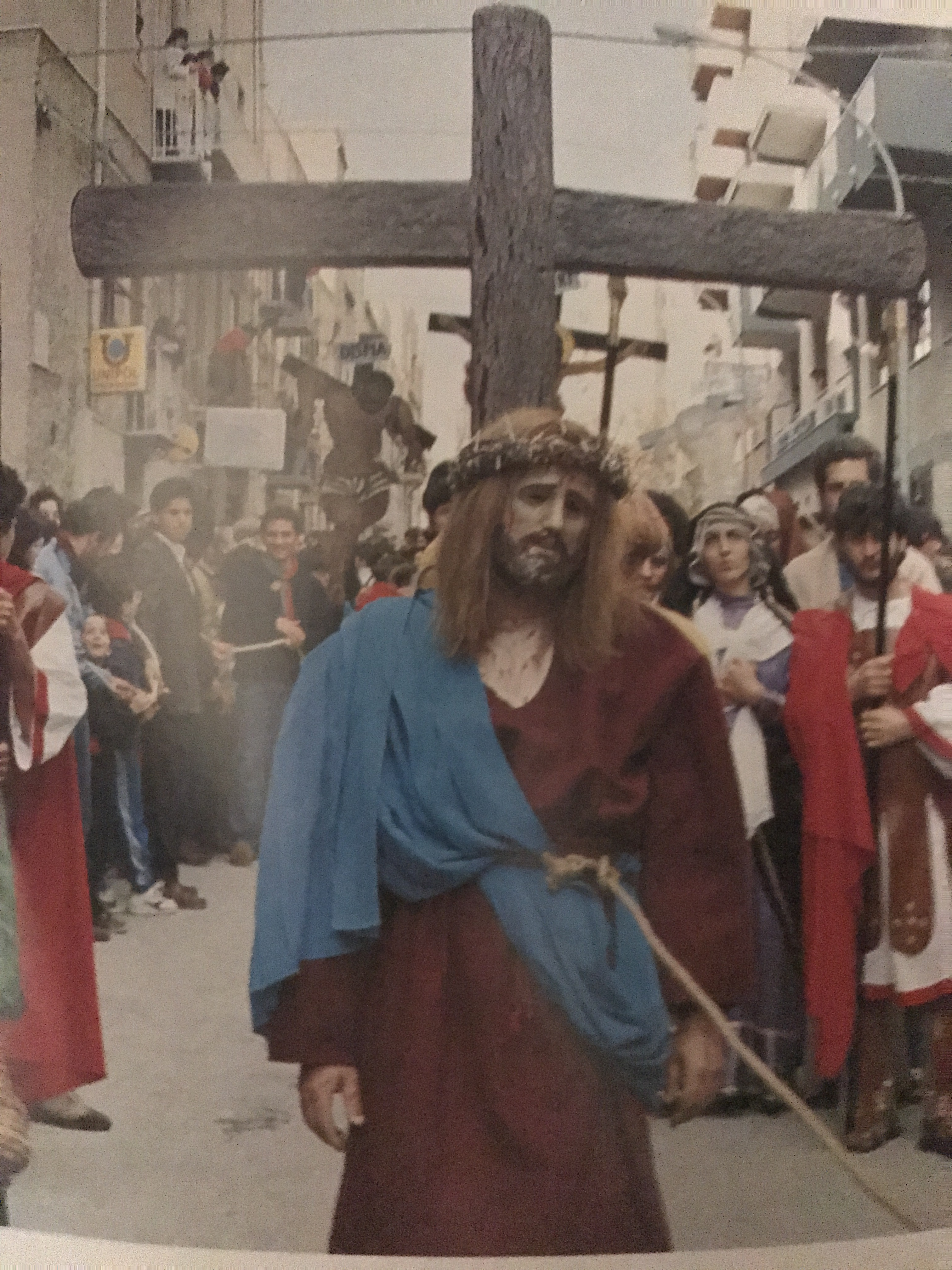
Foto d'epoca della processione del Giovedì Santo di Marsala - scena di Gesù sulla via del Calvario